# Дисгемопоэтические анемии
Дисгемопоэтические анемии — анемии, связанные с нарушением деятельности красного костного мозга.

## Классификация дисгемопоэтических анемий
- Анемии, связанные с нарушением кровообразования на уровне стволовых клеток крови (СКК)
- Анемии, связанные с нарушением кровообразования на уровне коммитированных клеток крови
- Анемии, связанные с нарушением кровообразования на уровне гемоглобинизации

## Анемии, связанные с нарушением на уровне СКК
К этому виду анемий относятся апластические анемии. Их возникновение чаще всего связано с тяжелой интоксикацией организма, воздействием цитостатиков, облучения (например, при лечении опухолей). Кроме этого, причиной апластических анемий может стать и так называемый резус-конфликт матери и ребенка. При такого рода анемиях страдает не только красный росток крови (эритроциты), но и белый росток (лейкоциты), и тромбоциты. Связано это с тем, что стволовая клетка крови при развитии дает все выше перечисленные клетки крови. При этом помимо анемии, при анализе крови выявляется лейкопения и тромбоцитопения. Однако дифференцировка клеток сохраняется, нарушается только пролиферация клетки.

## Анемии, связанные с нарушением на уровне коммитированных клеток крови
Примером данного вида анемий является B12-дефицитная анемия. В желудке витамин B12 связывается с внутренним фактором Кастла, который предохраняет его от воздействия активной соляной кислоты. Попадая в тонкий кишечник, B12 связывается с белком-акцептором и всасывается. В крови B12 соединяется с белком-переносчиком транскоболамином и с ним поступает в печень. В печени витамин играет ключевую роль в трансформации фолиевой кислоты в фолиновую. В случае нехватки этой кислоты нарушается синтез тимина (одного из нуклеотидов ДНК), и следом нарушается синтез ДНК, без которой клетки крови не могут делиться. При этом насыщение эритроцитов гемоглобином продолжается, так как синтез РНК не нарушается. Образуются мегалоциты и мегалобласты, аналоги нормальных клеток крови, но с гораздо меньшей продолжительностью жизни. В таких клетках при гистологическом исследовании заметны тельца Жоли и кольца Кебота — остатки ядра.

## Анемии, связанные с нарушением кровообразования на уровне гемоглобинизации
Примером этого вида анемий является железодефицитная анемия и железорефрактерная анемия. Это самый частый вид анемий.
Чаще всего возникает при нарушении всасывания железа в ЖКТ, его избыточном потреблении в организме или при хронической кровопотере (в одной чайной ложке крови человека содержится почти суточная норма железа). Железо в желудке под воздействием соляной кислоты и витамина C переходит из степени окисления +3 в +2, затем поступает в тонкий кишечник, где связывается с белком апоферритином. Всасываясь, в крови соединяется с трансферрином и разносится по организму. Нарушение всасывания вызывается гастритами, колитами, нехваткой белка апоферритина. При этом железо не встраивается в состав гема. Возникает железодефицитная анемия. Железорефрактреная анемия не связана с дефицитом железа, но с генетическими нарушениями, влекущими неправильное использование железа красным костным мозгом. В результате железо начинает накапливаться в других клетках организма, появляются сидеробласты и сидероциты. Увеличивается количество железа в периферической крови.